# Marsupilami (série télévisée d'animation)
Pour les articles homonymes, voir Marsupilami (homonymie).
Le Marsupilami
Marsupilami, ensuite intitulée Mon ami Marsupilami, Marsupilami Houba ! Houba ! Hop ! et Nos voisins les Marsupilami, est une série télévisée d'animation française de 130 épisodes de 24 minutes, créée d'après la bande dessinée éponyme de Franquin et diffusée à partir du 18 mars 2000 sur Canal J dans l'émission Total BD, avant de rejoindre France 3 et les émissions MNK, T O 3, France Truc, Toowam et Ludo, sur Tiji et France 5 dans Zouzous à partir du 25 juin 2012 et rediffusée sur France 4 à partir du 17 mars 2014. Elle est également diffusée en Algérie sur Programme National, et au Québec à Télé-Québec. La nouvelle saison, Nos voisins les Marsupilamis, est diffusée à partir du 25 août 2012 sur France 3 dans Ludo.

## Marsupilami(saison 1, 2000)

### Fiche technique
- Titre original : Marsupilami
- Réalisation : Augusto Zanovello, Pierre Houde, François Brisson
- Scénario : Samuel Kaminka, Éric-Paul Marais, Eugénie Dard, Joël Bassaget, Olivier Vanelle
- Production : Anne Picard, Franck Shin, Rolande Zuratas
- Société de production : Marsu, Zodiak Kids, Motion International, France 3, Canal J
- Musique originale : Jean-Michel Bernard, Olivier Aussudre
- Pays : France
- Date de première diffusion : ( France) : 18 mars 2000, ( Québec) : 10 septembre 2000[2]

### Distribution
- Bruno Buidin : le Marsupilami
- Cécile Florin : la Marsupilami
- Michel de Warzée : Bring M'Backalive
- Colette Sodoyez : La reine Cata, voix additionnelles
- Sabrina Leurquin : Valentine (ep. 11)
- Lydia Cherton : Félicia (ep. 20)
- Béatrice Wegnez, Peppino Capotondi : voix additionnelles

### Liste des épisodes
1. Le Marsupilami, victime de la mode
2. Le Fils du Marsupilami
3. Le Marsupilami fait son cirque
4. Marsucops
5. Le Rallye du Marsupilami
6. Mars et le Marsupilami
7. Marsupiades
8. Le Marsupilami et la pyramide maudite
9. Marsuperstar
10. Autoroute Marsupilami
11. L'Ami Marsupilami
12. Le Marsupilami à Chiquitoland
13. Le Marsupilami au palace
14. Le Marsupilami au zoo
15. Le Marsupilami et la reine Cata
16. Et vogue le Marsupilami
17. Le Marsupilami à New-York, première partie
18. Le Marsupilami à New-York, deuxième partie
19. Marsupilami Palombada
20. Rien ne va plus chez les Marsupilami
21. Le Marsu pile l'ennemi
22. Élève Marsupilami
23. Palu Palu Marsupilami
24. Le Marsupilami à la une
25. Le Marsupilami au centre commercial
26. Le Marsupilami dans la Pampa

## Mon ami Marsupilami(saison 2, 2003)

### Fiche technique
- Titre original : Mon ami Marsupilami
- Réalisation : Daniel Duda
- Scénario : Olivier Vanelle, Annetta Zucchi, Bruno Merle
- Production : Vincent Chalvon-Demersay, David Michel
- Société de production : Marsu, Zodiak Kids, France 3, Canal J
- Musique originale : Yellowshark, Norbert Gilbert, Giovanni Luisi
- Pays : France
- Date de première diffusion : ( France) : 30 août 2003[3]

### Distribution
- Thierry Ragueneau : Le Marsupilami
- Gwenaël Sommier : Théo Dujardin
- Vincent Ropion : Jean-Pierre Dujardin
- Edwige Lemoine : Amanda Dujardin
- Christian Pélissier : Dédé
- Richard Leblond : Bring M'Backalive
- Sybille Tureau : La Marsupilami / Zoé
- Patrice Baudrier : Bill Boss / Yamatounga / Voix secondaires
- Donald Reignoux : Alex (ep 7 et 8) / Gilles (ep 4)
- Adrien Antoine : Sanchez (ep 10)
- Tony Marot : Alex (ep 25 et 26)
- Alexis Tomassian : Tony Boss (ep 4)
- Kelly Marot : Chloé (ep 15) / Jeanne (ep 24) / Jenny (ep 25)
- Fily Keita : Lena (ep 24)
- Joël Zaffarano : Le voleur volant (ep 12)
- Jean-Claude Donda : Rico Bolino (ep 7) / Joe le Bracque (ep 9) / Salvador Dallas (ep 10) / le professeur Zorus (ep 11)
- Sylvain Lemarié : M Global (ep 16)
- Michel Muller : Orson Kaine (ep 18) / M. Atonalovitch (ep 21)
- Christophe Lemoine, Françoise Blanchard : Voix additionnelles

### Liste des épisodes
1. La Rencontre
2. Pas de répit pour Marsu
3. Le Trésor de la Santa Pioca
4. Rollerdance
5. J'habite chez Marsu
6. Souvenirs de Marsu
7. Panique informatique
8. L'Halloween des Marsus
9. Dauphins et Sardines
10. Grand Art
11. Marsu primitif
12. Marsu volant
13. Le Gardien des Marsus
14. Miss Backfire
15. Marsu sentimental
16. Les Dents de la jungle
17. Une famille d'adoption
18. Fondation Marsu
19. Rodéo sur le Soupopoaro
20. Jean-Pierre voit des Marsus
21. Marsu fait son spectacle
22. Le Sixième Marsu
23. Mémé Marsu
24. Marsu à la rescousse
25. Une journée d'enfer
26. L'Apprenti

## Houba! Houba! Hop!(saisons 3-4, 2009-2010)

### Fiche technique
- Titre original : Marsupilami Houba ! Houba ! Hop !
- Réalisation : Claude Allix, Moran Caouissin
- Scénario : Maël Le Mée, Raphaëlle Rio, Cyril Tysz
- Production : Samuel Kaminka
- Société de production : Marsu, SAMKA Productions, Disney Channel France, Francetélévisions, ZDF
- Musique originale : Laurent Hoogstoël, Olivier Bayol
- Pays : France
- Date de première diffusion : ( France) : 2 septembre 2009[4] ;  ( Québec) : 31 mai 2010[5],[6]

### Distribution
- Marc Saez : Le Marsupilami / Stroy / Blouprint / Tignass
- Céline Ronté : Hector
- Magali Rosenzweig : Tante Diane / La Marsu
- Juliette Degenne : Félicia Devort
- Caroline Combes : Prune
- Élisa Bourreau : Ailededinde
- Philippe Bellay : Tapavumonplumo
- Michel Vigné : Bring M'Backalive

### Liste des épisodes

#### Saison 3 (2009)
1. Une Prune dans le Soupopouaro
2. Fringale toxique
3. Le cousin éloigné
4. L'aventurier
5. GROTOX
6. Marsu, fais moi peur !
7. Les Jeux Palombiens
8. Un parfum d'aventure
9. La chasse au Marsu
10. Certains l'aiment vert
11. La Jungle en prison
12. Papa Poule et Piafoussou
13. Opération vide jungle
14. Le cimetière des palombisaures
15. Une Prune et une Banane
16. Le Grand Sommeil
17. Sauvez Félicia !
18. L'Oreille cachée
19. Bébé Jaguar
20. Le gang des déboulonneurs
21. Houba houbanniversaire
22. Les dents du Soupopouaro
23. Ciao Marsu
24. La trêve de Noël
25. MARSU, ce héros !
26. Les belles au bois dormant

#### Saison 4 (2010)
1. Croc vert
2. Fort Marsupilami
3. Piranha tête de rat
4. Houba Hector
5. La cloche palombienne
6. Marsu la menace
7. Cache cache en Palombie
8. Quand le barbiturik grignote
9. Le Cadeau du Ciel
10. On ne réveille pas un volcan qui dort
11. Hector Marsu-sitter
12. Ailededinde et Blandepoulet
13. Coup de foudre en Palombie
14. Les yeux dans les yeux
15. Le retour de Calamity Jane
16. Marsupilou
17. La Grande Découverte
18. Le chant du Marsu
19. Houbacadabra !
20. Délicieuse Ursula
21. SOS Palombie
22. Tous des légumes
23. Alerte à la Piranhamania
24. Marsu contre-attaque
25. Voler de ses propres ailes
26. Rondophobie aiguë

## Nos voisins les Marsupilamis(Saison 5, 2012)

### Fiche technique
- Titre original : Nos voisins les Marsupilamis
- Réalisation : Pascal Ropars
- Scénario : Bruno Regeste, Jean-Rémi François, Bruno Merle
- Production : Samuel Kaminka
- Société de production : Marsu, SAMKA Productions, Canal J, Francetélévisions, ZDF
- Musique originale : Laurent Hoogstoël, Olivier Bayol
- Pays : France
- Date de première diffusion : ( France) : 25 août 2012[7]

### Distribution doublage
- Marc Saez : Le Marsupilami / Bernard
- Magali Rosenzweig : La Marsu / Caroline
- Adeline Chetail : Sarah
- Charlyne Pestel : Iris
- Emmanuel Garijo : Isidore
- Elisa Bourreau : Ailededinde
- Philippe Bellay : Tapavumonplumo
- Michel Vigné : Bring M'Backalive

### Liste des épisodes
1. Mon ami Kumbo
2. Échec au piranha
3. Le Tour de passe-passe
4. Le Rêve de Bobo
5. Le Nouveau nid des Marsupilamis
6. Le Nez du Marsupilami
7. Barbouillages en Palombie
8. Donne la patte, Marsu !
9. Noël en Palombie
10. L'Envahisseuse
11. Apprivoiser un marsupilami
12. Bêtes de scène
13. Les Vents mauvais
14. Un pilleur dans la nuit
15. La Rivale de maman
16. Mon fils ce génie
17. À nous la liberté
18. Mon meilleur ami
19. Un cadeau empoisonné
20. Ciel mon Marsu !
21. Animal totem jaune
22. Images volées
23. Junglophobies en série
24. Maman débarque, première partie
25. Maman débarque, deuxième partie
26. Maman débarque, troisième partie

## Production
La série met en scène les aventures du célèbre personnage créé sur bande-dessinée en 1952 par Franquin. Toutefois, elle se distingue de la série précédente par la présence de protagonistes humains aux côtés de la famille du Marsupilami. La première adaptation du Marsupilami à la télévision remonte à 1993 avec une production de 28 épisodes par Disney, diffusée en France dans le programme Disney Parade sur TF1.
La première adaptation pour le petit écran du Marsupilami remonte à 1993. Le dessin animé a été produit par Disney et compte 28 épisodes, aperçus sur TF1 dans Disney Parade.
La première saison du Marsupilami est adaptée et doublée en Belgique. La deuxième saison, Mon ami Marsupilami, quant à elle, est adaptée en France (comme toutes les saisons suivantes). La chanson du Marsupilami est composée et interprétée par Charlélie Couture. Pour les besoins du générique de la deuxième saison, la production fait appel à Lou Bega. Au fil des saisons, plusieurs sociétés participent à la production de la série télévisée : Marathon International, Samka, Cactus animation, France 3, Canal J, Koaa Films et Fantasia Animation.
En 2012, sort Sur la piste du Marsupilami, long métrage réalisé par Alain Chabat, qui réunit notamment Fred Testot, Jamel Debbouze et Lambert Wilson. Le film comprend un Marsupilami réalisé en 3D,.